# Safety Last!
Safety Last! is een Amerikaanse filmkomedie uit 1923 onder regie van Fred C. Newmeyer en Sam Taylor, met in de hoofdrol Harold Lloyd. Destijds werd de film in Nederland uitgebracht onder de titel Breek je nek niet. De film is opgenomen in het National Film Registry van het Amerikaanse Library of Congress. Sinds 2019 bevindt de film zich in het publiek domein.
De film bevat een 11 minuten durende scène waarin de hoofdpersoon een wolkenkrabber beklimt en zelfs aan een klok hangt. Deze scène aan de klok werd een iconisch beeld en is later in meerdere films nagedaan, onder andere in Back to the Future en Hugo. Om deze scène enigszins veilig op te nemen werden de gevels van verschillende gebouwen in Los Angeles gebruikt om op die manier de illusie te wekken dat de hoofdpersoon steeds een stukje hoger was geklommen. De oplettende kijker ziet wel dat de achtergrond steeds anders is. Lloyd voerde het grootste deel van de gevelscène zelf uit, alleen het moment waarop de hoofdpersoon aan een touw hangt werd door een stuntman uitgevoerd.

## Verhaal
Aan het begin van de film wordt de kijker op het verkeerde been gezet. De hoofdpersoon (‘’Harold’’) neemt afscheid van zijn moeder en vriendin en het lijkt alsof hij in de gevangenis zit en op het punt staat de doodstraf te ondergaan. Maar het blijkt het station te zijn en hij gaat naar de stad om het te maken. Daarna zal hij zijn vriendin (‘’Mildred’’) ten huwelijk gaan vragen.
Eenmaal in de stad huurt hij samen met een vriend (‘’Bill’’) een kamer. Hij vindt een baan als kantoorklerk in een warenhuis en hij moet van alles uithalen om zijn baas te ontlopen. Intussen stuurt hij dure cadeautjes naar zijn vriendin om haar onterecht te laten denken dat hij al veel geld verdient.
Na het werk treffen Bill en Harold elkaar maar door een misverstand slaat Bill een politieagent op zijn hoofd en om te ontsnappen beklimt hij een gebouw. Mildred is naar de stad gekomen omdat ze denkt dat Harold het ver geschopt heeft. En terwijl Harold net doet of hij de baas van het warenhuis is hoort hij dat de echte baas duizend dollar uitlooft aan degene die een stunt bedenkt om het warenhuis publiciteit te geven. Harold biedt aan om Bill het gebouw te laten beklimmen. Zijn baas gaat akkoord en Harold en Bill zullen de duizend dollar delen.
De agent is echter ook getipt en wacht totdat Bill komt klimmen. Bill en Harold spreken af dat Harold de eerste verdieping beklimt en dat Bill het dan overneemt. De wisseltruc lukt niet, Harold klimt steeds hoger omdat de agent Bill in het gebouw achterna zit. Dan volgt een zenuwslopende hang aan de gevelklok, terwijl Mildred toekijkt. Uiteindelijk beklimt Harold de hele wolkenkrabber en zoent Mildred als hij op het dak aankomt.

## Rolverdeling

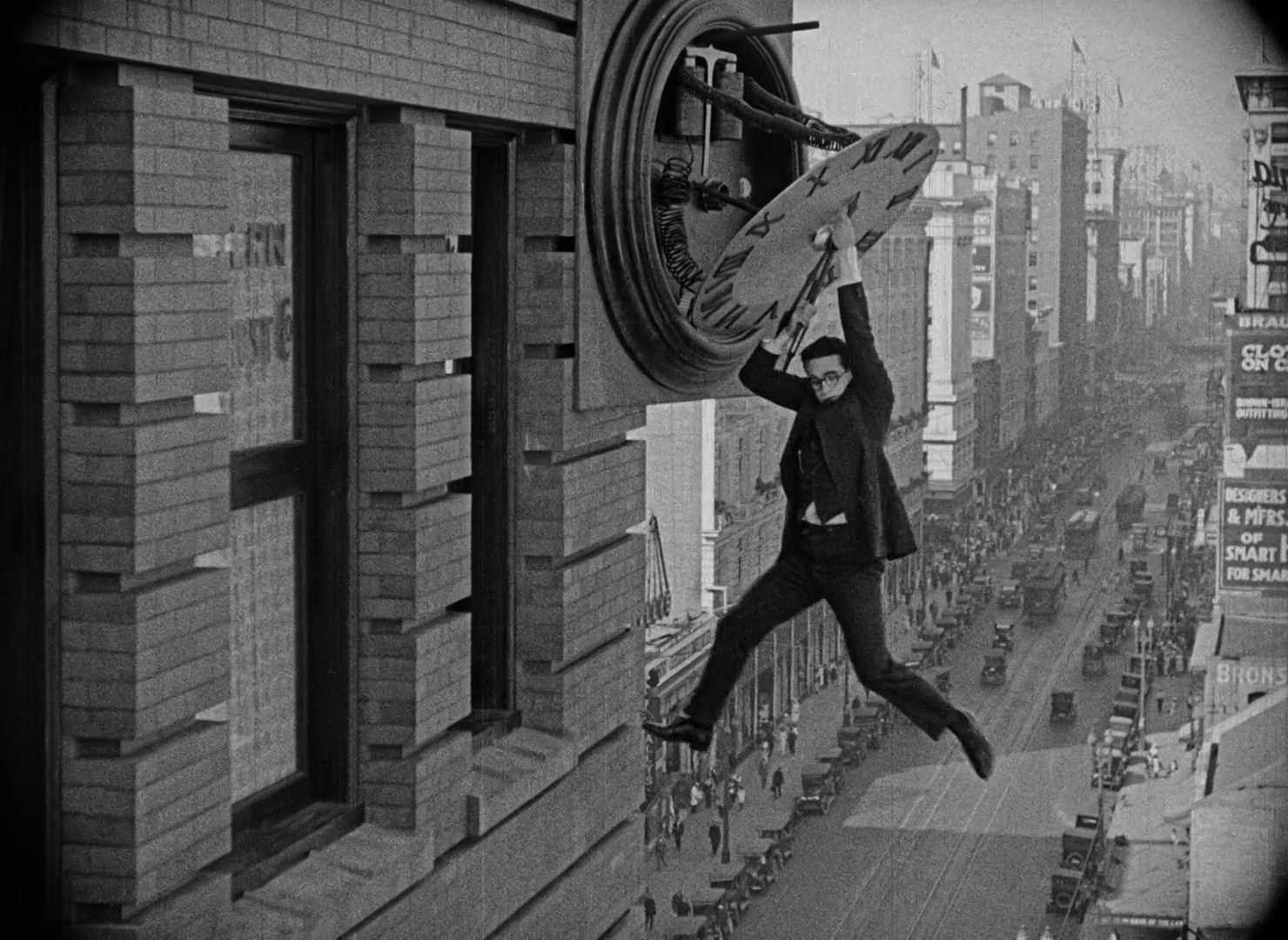
Harold Lloyd hangend aan de klok

| Acteur          | Personage     |
| --------------- | ------------- |
| Harold Lloyd    | Harold        |
| Mildred Davis   | Mildred       |
| Bill Strother   | Bill          |
| Noah Young      | Politieagent  |
| Westcott Clarke | Afdelingschef |